# فیصل بن عبدالله بن عبدالعزیز آل سعود
شاهزاده فیصل بن عبدالله بن عبدالعزیز آل سعود، (۷ نوامبر ۱۹۶۹)، رئیس سازمان هلال احمر عربستان است.